# 11806 Thangjam
A 11806 Thangjam (ideiglenes jelöléssel (11806) 1981 EF14) a Naprendszer kisbolygóövében található aszteroida. Schelte J. Bus fedezte fel 1981. március 1-jén.

## Kapcsolódó szócikk
- Kisbolygók listája (11501–12000)